# Viel Lärm in Chiozza
Viel Lärm in Chiozza (auch bekannt unter den Titeln Krach in Chiozza, Streit in Chiozza oder Liebeshändel in Chiozza) ist eine Komödie in 3 Akten, die Carlo Goldoni 1761 unter dem Titel Le baruffe chiozzotte in venetischer Sprache verfasste und die 1762 im Teatro San Luca in Venedig uraufgeführt wurde. Der Ort Chiozza entspricht dem heutigen Chioggia im Süden der Lagune von Venedig.
In Chiozza, einem Ort, der maßgeblich vom Fischfang bestimmt wird, leben „40.000 Seelen“, von denen fast 30.000 Frauen sind. Das Theaterstück dreht sich um einige Chiozotten, die sich streiten und Liebeskummer haben, was zu einem Kleinkrieg ausartet.

## Handlung
Der erste Akt beschreibt, wie die Frauen (Pasqua, Lucietta; Libera, Orsetta, Checca) vor ihren zwei Häusern sitzend klöppeln und sich über ihre bald heimkehrenden Männer oder zukünftigen Männer unterhalten, die noch auf Fischfang sind. Toffolo unterhält sich mit den Frauen und beschäftigt sich zu sehr mit der mit Titta Nane verlobten Lucietta, was für Aufruhr sorgt. Dabei interessiert er sich eigentlich für Checca. Die Frauen streiten sich, beschimpfen auch Toffolo und schicken ihn fort. Als die Männer wieder ankommen, versuchen die Frauen anfangs zu schweigen, was ihnen nur schlecht gelingt. Daher beginnt ein Kampf zwischen Toffolo und Beppo, Titta Nane und Paron Toni. Paron Vicenzo und seine Truppe schalten sich ein und stoppen den Kampf.
Die anderen beiden Akte dienen dazu, den entstandenen und immer wieder aufflammenden Streit beizulegen. Im 2. Akt klagt Toffolo die Personen an, mit denen er gestritten hatte, indem er zum Adjunkten geht. Der Adjunkt befragt alle und versucht (sowohl in Akt 2 als auch 3), sie wieder zu versöhnen, indem er alle untereinander verheiratet, was auf viele Hindernisse stößt! Letzten Endes ist der Adjunkt nach einer Reihe von Nervenzusammenbrüchen dazu in der Lage, alle wieder zur Vernunft zu bewegen und die Probleme der Paare zu schlichten, verheiratet diese und bringt wieder Frieden in das Fischerörtchen Chiozza.

## Charaktere

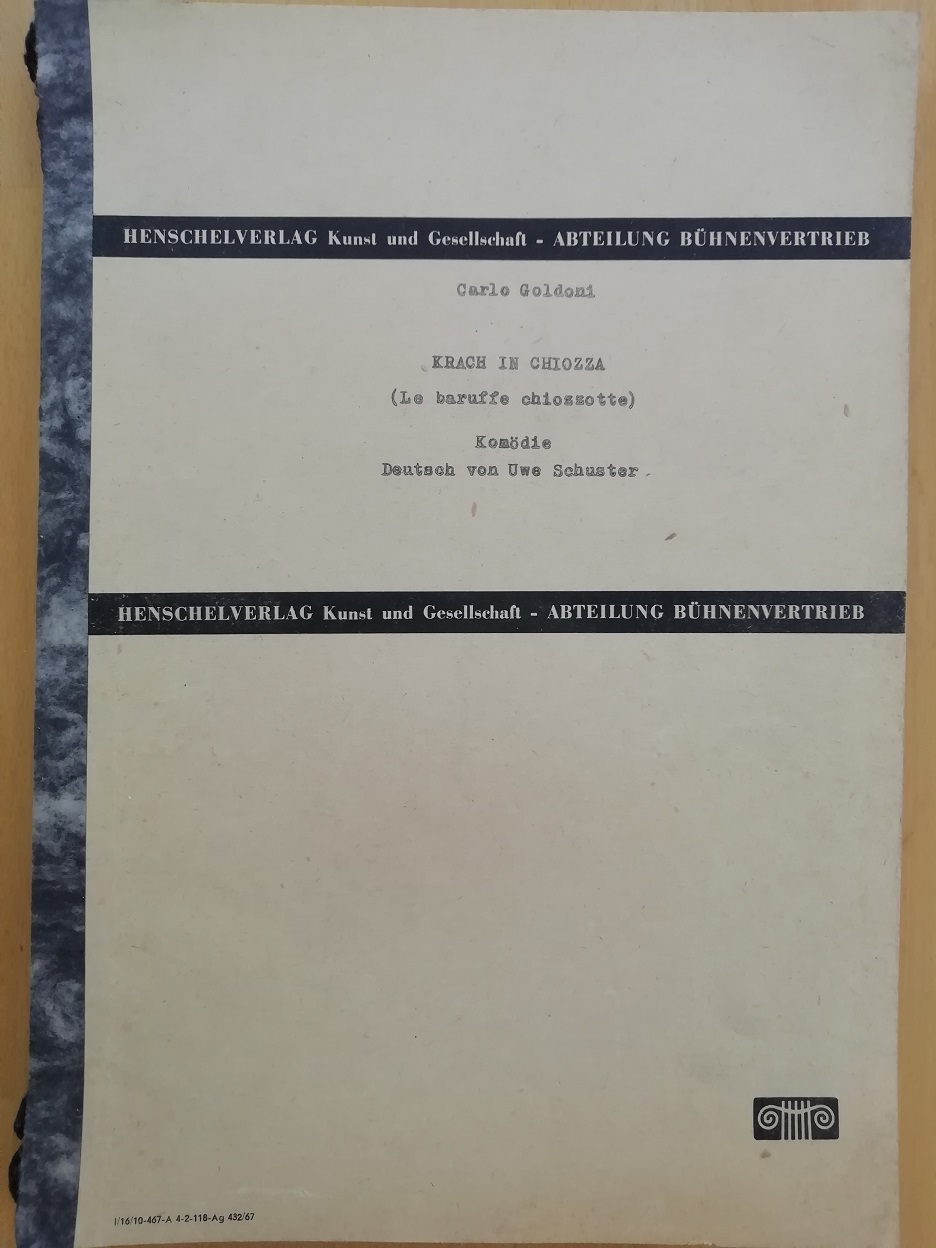
Titelblatt des Textbuches in der deutschen Übersetzung von Uwe Schuster, 1967

Folgende Personen spielen eine Rolle:
- Paron Toni, Besitzer des Fischkutters
- Madonna Pasqua, Frau des Paron Toni
- Titta Nane, ein junger Fischer
- Lucietta, Verlobte des Titta Nane, Schwester des Paron Toni
- Beppo, jüngerer Bruder des Paron Toni
- Paron Fortunato, ein Fischer
- Madonna Libera, Frau des Paron Fortunato
- Orsetta, Verlobte von Beppo, jüngere Schwester der Madonna Libera
- Checca, andere jüngere Schwester der Madonna Libera
- Paron Vicenzo, ein Fischer
- Toffolo, ein Kahnbesitzer
- Isidoro, Adjunkt des Gerichtskanzlers
- Der Gerichtsbüttel
- Canochia, junger Kürbisverkäufer
- 2 Männer vom Fischkutter des Paron Toni
- Sansuga, Diener des Adjunkten

## Ausgaben
- Carlo Goldoni: Krach in Chiozza, 1967, HENSCHELVERLAG Kunst und Gesellschaft, Berlin
- Carlo Goldoni: Viel Lärm in Chiozza, 1986, Reclam-Verlag, Ditzingen, ISBN 978-3-15-008568-4

## Adaptionen
- Giorgio Battistelli: Le baruffe, „Teatro di musica“ (Oper) in drei Bildern, Uraufführung am 22. Februar 2022 im Teatro La Fenice in Venedig